# نيكولاس كابريرا
نيكولاس كابريرا (بالإسبانية: Nicolás Cabrera)‏ هو فيزيائي وعالم إسباني، ولد في 12 فبراير 1913 في مدريد في إسبانيا، وتوفي بنفس المكان في 14 سبتمبر 1989.